# Marie Gredeler
Marie Gredeler, död 1792, var en anklagad fransk mördare. Hon tillhör de mer kända offren för septembermorden i Paris 1792. Hon var tillsammans med prinsessan de Lamballe en av åtminstone 37 kvinnor som dödades under massakrerna, och en av två mest kända kvinnliga offer för dem. De flesta kvinnliga offer för septembermorden, 35 av 37, mördades i La Salpêtrière, och Marie Gredeler och prinsessan de Lamballe var därför två undantag. 

## Biografi
Marie Gredeler var gift med en man vid namn Baptiste Gredeler, men levde separerad från sin make och höll ett stånd med paraply- och promenadkäppar vid Palais Royal-trädgården i Paris. Hon hade ett förhållande med soldaten Joseph Pringault. 
Hon greps den 10 juni 1792 och åtalades för att ha mördat och styckat sin älskare Joseph Pringault.
Hon ställdes inför 1:a arrondissementets kriminaltribunal och dömdes till avrättning genom hängning, men en högre domstol annullerade domen. 
Hon satt fortfarande i arrest i Conciergerie-fängelset när septembermorden bröt ut. 
När septembermorden bröt ut i Paris 1792 bröt sig mobben in i stadens fängelser och institutioner och mördade många av dess fångar. Mobben bröt sig in i Conciergeriet på kvällen den 30 augusti 1792. 
Massakern i Conciergeriet var mer okontrollerad än i exempelvis Prison de l'Abbaye, där personalen lyckades behålla en viss kontroll, men i Conciergeriet bröt sig mobben okontrollerat in via en sidotrappa och iscensatte en massaker på fångarna som varade under hela natten fram till morgonen därpå. 
Gredeler tillfångatogs, bands fast vid en påle, fick sina fötter fastspikade vid marken och skars över kroppen med sablar; hon fick enligt vissa uppgifter brösten amputerade. Slutligen tändes en eld mellan hennes ben med hjälp av halm.  
Av 488 fångar i Conciergeriet dödades 378, varav Marie Gredeler var den enda kvinnan, samtidigt som 74 kvinnor och 36 män släpptes fria.
I de flesta fängelser var personalen benägen att skydda kvinnliga fångar och kvinnor blev i färre grad än män offer. I La Salpêtrière blev 35 kvinnor och flickor dock våldtagna och mördade, och den sadistiska tortyren och mordet på Gredeler gjorde henne till ett av de mest ökända exemplen på grymheterna under septembermorden under samtiden.